# Дикинсон, Джон
Джон Дикинсон (англ. John Dickinson; ноябрь 1732, Мэриленд — 14 февраля 1808, Делавэр) — американский политический деятель, адвокат, конгрессмен.
Родился в Мэриленде, был сыном зажиточного фермера.
Первоначально получил домашнее образование, позже изучал право в Филадельфии и Лондоне. Сначала получил адвокатскую практику в Филадельфии, затем избирался в конгресс Пенсильвании.
Прославился в колониях борьбой против британских налогов. Впрочем, в 1776 году голосовал против независимости и не подписал Декларацию независимости. Вступил в Континентальную армию. Возглавил редакционную комиссию по Статьям конфедерации, но в 1786 году пришёл к выводу, что их нужно изменить.
Внёс значительный вклад в деятельность Филадельфийского конвента, однако вскоре оставил его из-за болезни.
Последние годы жизни посвятил политической публицистике.

## Образ в кино
- «Джон Адамс» (2008)

### Статьи
- Calvert, Jane E. Liberty Without Tumult: Understanding the Politics of John Dickinson (англ.) // The Pennsylvania Magazine of History and Biography[англ.] : journal. — Philadelphia: Historical Society of Pennsylvania, 2007. — July (vol. CXXXI, no. 3). — P. 233—262.